# Nowaja Dieriewnia (obwód lipiecki)
Nowaja Dieriewnia (ros. Новая Деревня) – wieś (dieriewnia) w Rosji, w obwodzie lipieckim, w rejonie lipieckim. W 2021 liczyła 2574 mieszkańców.